# Catherine Durand (Musikerin)

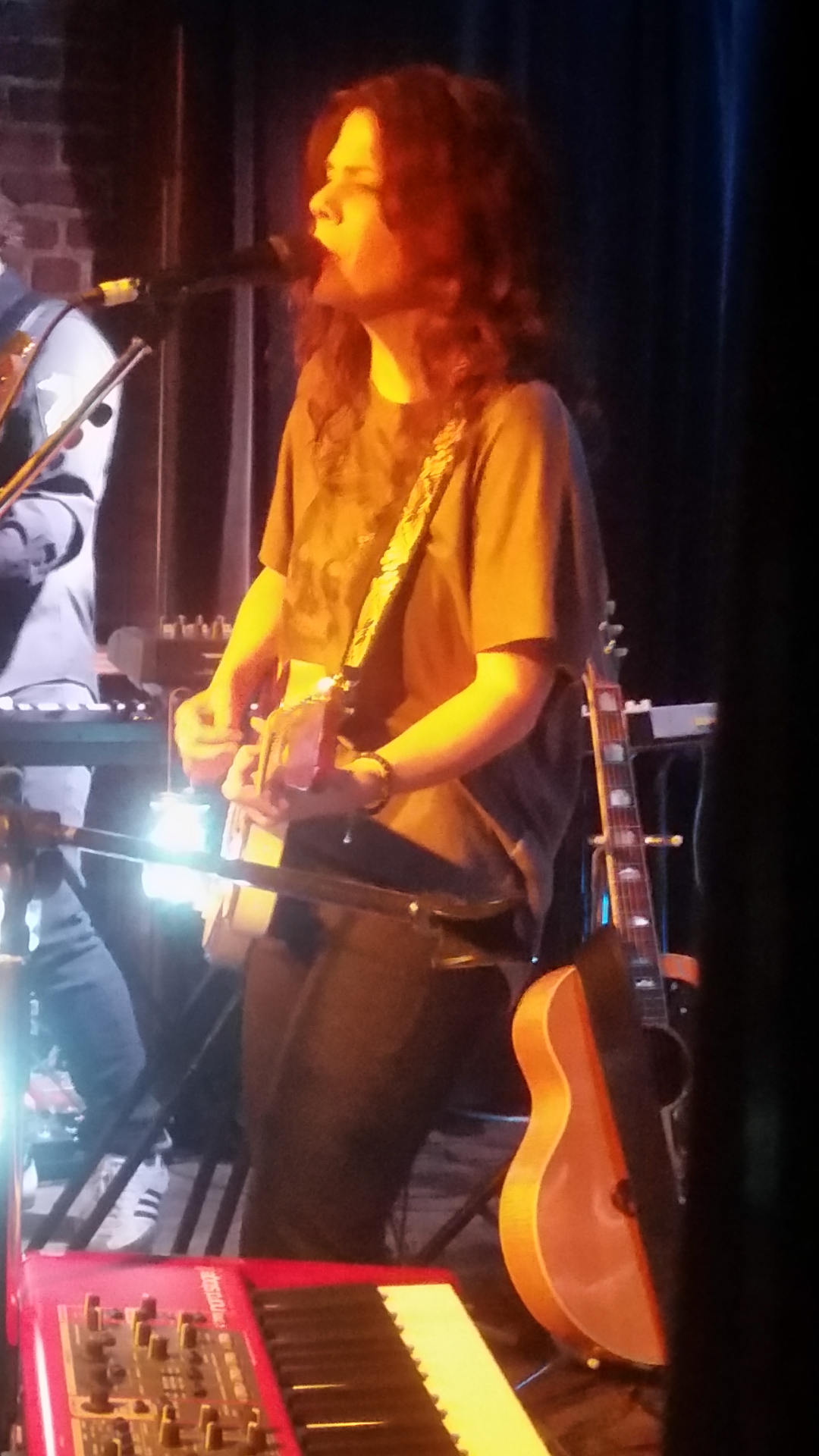
Catherine Durand, 2017

Catherine Durand (* 1971) ist eine franko-kanadische Sängerin und Musikerin. Durand hat vor ihrer musikalischen Karriere an der UQÀM Medienwissenschaften mit dem Schwerpunkt Film studiert und einige Zeit als Kamerafrau bei einem Musiksender gearbeitet.
Ihr Musikstil ist den Genres Folk, Americana, Pop-Rock und Country-Rock zuzuordnen. Die Instrumentierung ist zumeist E-Gitarre, E-Bass, Schlagzeug und Gesang.

## Diskographie

### Eigene Veröffentlichungen
- Flou (1998, Warner)
- Catherine Durand (2001, Warner)
- Diaporama (2005, Zone 3)
- Coeurs migratoires (2009)

### Beiträge auf Samplern und Kooperationen
- Chapeau! Félix (2006, La Montagne Secrète).
- Fiori: Un musicien parmi tant d'autres (2006, Zone 3).
- Divas du Québec live (2003, Divine Musique)
- Bonsoir mon nom est toujours Michel Rivard et voici mon album quadruple (2004, Audiogram)